# Harry Baur
Harry Baur, född 12 april 1880, död 8 april 1943, var en fransk skådespelare.
Baur var parisare, ville först bli sjöman och besökte bland annat skolor i olika sjöstäder innan han blev sekreterare hos en teaterdirektör i Paris, hos vilken han debuterade som skådespelare. Före första världskriget uppträdde han i alla möjliga roller från Shakespeares Shylock till Grand Guignolteaterns succéroller. Efter kriget övergick han till att främst spela varieté och betraktades inte som någon djupare skådespelare innan han 1932 slog igenom inom filmen med filmatiseringen av Irène Némirovskys roman David Golder. Han blev därefter mycket populär inom filmen om medverkade i en mängd filmer, bland vilka märks Moskvanätter, Samhällets olycksbarn, Svarta ögon, Golem, Herodes i Golgata, Beethoven i En odödlig kärlek, munken i Drömmarnas vals, undersökningsdomaren i den franska inspelningen av Brott och straff, jultomten i Mordet på jultomten och kompositören i Slutackordet. Under mitten och slutet av 1930-talet sågs Baur som Frankrikes främste karaktärsskådespelare.

## Filmografi
- 1936 – Taras Bulba